# Margaria-Kalamen-Test
Der Margaria-Kalamen-Test gilt als die zuverlässigste Methode zur Bestimmung der anaeroben alaktaziden Leistungsfähigkeit und der Schnellkraft der Beine. Hierbei wird mit (meist drei Schritten) kurzem Anlauf eine Treppe in maximaler Geschwindigkeit hochgesprintet. Gemessen wird bei Erwachsenen die Zeit zwischen der 3. und der 9. Treppenstufe mit Hilfe von Lichtschranken bzw. Kontaktmatten. Hierbei wird so gesprintet, dass je 3 Stufen (bei Kindern ggf. 2 Stufen) auf einmal genommen werden. Aus der zurückgelegten Zeit und der Höhe der Stufen lässt sich die Kraftentwicklung (in Watt) berechnen. Der Test wurde ursprünglich von den italienischen Physiologen Rodolfo Margaria 1966 entwickelt und von dem Amerikaner J.L. Kalamen 1968 im Rahmen seiner Dissertation optimiert. Die Schnellkraft je kg Körpergewicht ist bei Kindern ähnlich hoch wie bei Erwachsenen. Nach einer Übungsphase hat der Test nicht nur eine hohe Validität und Objektivität, sondern auch Reliabilität.